# Laguna Verde (Chile)
A Laguna Verde é um lago salgado na Cordilheira dos Andes na região do Atacama, Chile a 4350 metros de altura. O estratovulcão Ojos del Salado, marca o sul do sua bacia.
Algumas altas montanhas cercam o lago, entre elas Barrancas Blancas, El Muerto, Falso Azufre, Incahuasi, Ojos del Salado e Peña Blanca.